# 2013-as FIFA-klubvilágbajnokság
A 2013-as FIFA-klubvilágbajnokság a klubvilágbajnokság 10. kiírása. A tornát december 11. és 21. között rendezték Marokkóban. Az eseményen 7 klub vett részt. A klubvilágbajnokságot a Bayern München nyerte, aki a döntőben a Marokkói Raja Casablanca csapatát győzte le 2-0 arányban.

## Részt vevő csapatok
| Csapat                       | Konföderáció               | Kvalifikáció módja                               | Részvételek száma          |
| Az elődöntőben csatlakozik   | Az elődöntőben csatlakozik | Az elődöntőben csatlakozik                       | Az elődöntőben csatlakozik |
| ---------------------------- | -------------------------- | ------------------------------------------------ | -------------------------- |
| Atlético Mineiro             | CONMEBOL                   | A 2013-as Copa Libertadores győztese             | 1                          |
| Bayern München               | UEFA                       | A 2012–2013-as UEFA-bajnokok ligája győztese     | 1                          |
| A negyeddöntőben csatlakozik |                            |                                                  |                            |
| Kuangcsou Evergrande         | AFC                        | A 2013-as AFC-bajnokok ligája győztese           | 1                          |
| al-Ahly                      | CAF                        | A 2013-as CAF-bajnokok ligája győztese           | 5                          |
| CF Monterrey                 | CONCACAF                   | A 2012–2013-as CONCACAF-bajnokok ligája győztese | 3                          |
| A selejtezőben csatlakozik   |                            |                                                  |                            |
| Auckland City                | OFC                        | A 2012–2013-as OFC-bajnokok ligája győztese      | 5                          |
| Raja Casablanca              | Házigazda                  | A rendező ország 2013-as bajnokságának győztese  | 2                          |

## Eredmények
A mérkőzéseket az egyenes kieséses rendszernek megfelelő szabályok szerint játszották, azaz, ha a rendes játékidő után döntetlen volt az eredmény, akkor kétszer tizenöt perces hosszabbítás következett. Ha ezután sem volt győztes, akkor büntetőpárbajban dőlt el a mérkőzés sorsa. Ez alól az ötödik- illetve a harmadik helyért játszott mérkőzések voltak a kivételek, ugyanis ezeken döntetlen esetén sincs hosszabbítás, azonnal büntetőpárbaj következett.

### Ágrajz
|  |                         |                         |                         |                         |                         |                         |                         |                         |                         |                 |                  |                  |           |  |  |                         |                         |                         |
|  | Selejtező               | Selejtező               | Selejtező               |                         |                         | Negyeddöntők            | Negyeddöntők            | Negyeddöntők            |                         |                 | Elődöntők        | Elődöntők        | Elődöntők |  |  | Döntő                   | Döntő                   | Döntő                   |
|  | Selejtező               | Selejtező               | Selejtező               |                         |                         | Negyeddöntők            | Negyeddöntők            | Negyeddöntők            |                         |                 | Elődöntők        | Elődöntők        | Elődöntők |  |  | Döntő                   | Döntő                   | Döntő                   |
|  | december 11. – Agadir   | december 11. – Agadir   | december 11. – Agadir   | december 14. – Agadir   | december 14. – Agadir   | december 14. – Agadir   | december 18. – Marrákes | december 18. – Marrákes | december 18. – Marrákes |                 |                  |                  |           |  |  |                         |                         |                         |
|  | december 11. – Agadir   | december 11. – Agadir   | december 11. – Agadir   | december 14. – Agadir   | december 14. – Agadir   | december 14. – Agadir   | december 18. – Marrákes | december 18. – Marrákes | december 18. – Marrákes |                 |                  |                  |           |  |  |                         |                         |                         |
|  | Raja Casablanca         | Raja Casablanca         | 2                       | Raja Casablanca         | Raja Casablanca         | 2                       | Raja Casablanca         | Raja Casablanca         | 3                       |                 |                  |                  |           |  |  |                         |                         |                         |
|  | Raja Casablanca         | Raja Casablanca         | 2                       | Raja Casablanca         | Raja Casablanca         | 2                       | Raja Casablanca         | Raja Casablanca         | 3                       |                 |                  |                  |           |  |  |                         |                         |                         |
|  | Auckland City           | Auckland City           | 1                       |                         |                         | CF Monterrey            | CF Monterrey            | 1                       |                         |                 | Atlético Mineiro | Atlético Mineiro | 1         |  |  | december 21. – Marrákes | december 21. – Marrákes | december 21. – Marrákes |
|  | Auckland City           | Auckland City           | 1                       |                         |                         | CF Monterrey            | CF Monterrey            | 1                       |                         |                 | Atlético Mineiro | Atlético Mineiro | 1         |  |  | december 21. – Marrákes | december 21. – Marrákes | december 21. – Marrákes |
|  |                         |                         |                         |                         |                         |                         |                         |                         |                         | Raja Casablanca | Raja Casablanca  | 0                |           |  |  |                         |                         |                         |
|  |                         |                         |                         |                         |                         |                         |                         |                         |                         | Raja Casablanca | Raja Casablanca  | 0                |           |  |  |                         |                         |                         |
|  | december 14. – Agadir   | december 14. – Agadir   | december 14. – Agadir   | december 17. – Agadir   | december 17. – Agadir   | december 17. – Agadir   |                         |                         | Bayern München          | Bayern München  | 2                |                  |           |  |  |                         |                         |                         |
|  | december 14. – Agadir   | december 14. – Agadir   | december 14. – Agadir   | december 17. – Agadir   | december 17. – Agadir   | december 17. – Agadir   |                         |                         | Bayern München          | Bayern München  | 2                |                  |           |  |  |                         |                         |                         |
|  | Kuangcsou Evergrande    | Kuangcsou Evergrande    | 2                       | Kuangcsou Evergrande    | Kuangcsou Evergrande    | 0                       |                         |                         |                         |                 |                  |                  |           |  |  |                         |                         |                         |
|  | Kuangcsou Evergrande    | Kuangcsou Evergrande    | 2                       | Kuangcsou Evergrande    | Kuangcsou Evergrande    | 0                       |                         |                         |                         |                 |                  |                  |           |  |  |                         |                         |                         |
|  | al-Ahly                 | al-Ahly                 | 0                       |                         |                         | Bayern München          | Bayern München          | 3                       |                         |                 |                  |                  |           |  |  |                         |                         |                         |
|  | al-Ahly                 | al-Ahly                 | 0                       |                         |                         | Bayern München          | Bayern München          | 3                       |                         |                 |                  |                  |           |  |  |                         |                         |                         |
|  |                         |                         |                         |                         |                         |                         |                         |                         |                         |                 |                  |                  |           |  |  |                         |                         |                         |
|  |                         |                         |                         |                         |                         |                         |                         |                         |                         |                 |                  |                  |           |  |  |                         |                         |                         |
|  | Az 5. helyért           | Az 5. helyért           | Az 5. helyért           | Bronzmérkőzés           | Bronzmérkőzés           | Bronzmérkőzés           |                         |                         |                         |                 |                  |                  |           |  |  |                         |                         |                         |
|  | Az 5. helyért           | Az 5. helyért           | Az 5. helyért           | Bronzmérkőzés           | Bronzmérkőzés           | Bronzmérkőzés           |                         |                         |                         |                 |                  |                  |           |  |  |                         |                         |                         |
|  | december 18. – Marrákes | december 18. – Marrákes | december 18. – Marrákes | december 21. – Marrákes | december 21. – Marrákes | december 21. – Marrákes |                         |                         |                         |                 |                  |                  |           |  |  |                         |                         |                         |
|  | december 18. – Marrákes | december 18. – Marrákes | december 18. – Marrákes | december 21. – Marrákes | december 21. – Marrákes | december 21. – Marrákes |                         |                         |                         |                 |                  |                  |           |  |  |                         |                         |                         |
|  | CF Monterrey            | CF Monterrey            | 5                       | Atlético Mineiro        | Atlético Mineiro        | 3                       |                         |                         |                         |                 |                  |                  |           |  |  |                         |                         |                         |
|  | CF Monterrey            | CF Monterrey            | 5                       | Atlético Mineiro        | Atlético Mineiro        | 3                       |                         |                         |                         |                 |                  |                  |           |  |  |                         |                         |                         |
|  | al-Ahly                 | al-Ahly                 | 1                       | Kuangcsou Evergrande    | Kuangcsou Evergrande    | 2                       |                         |                         |                         |                 |                  |                  |           |  |  |                         |                         |                         |
|  | al-Ahly                 | al-Ahly                 | 1                       | Kuangcsou Evergrande    | Kuangcsou Evergrande    | 2                       |                         |                         |                         |                 |                  |                  |           |  |  |                         |                         |                         |

### Selejtező
| 2013. december 11. 19:30 |

| Raja Casablanca         | 2–1               | Auckland City |
| ----------------------- | ----------------- | ------------- |
| Iajour 39' Hafidi 90+2' | (1–0) Jegyzőkönyv | Krishna 63'   |

| Stade Adrar, Agadir Nézőszám: 34 875 Játékvezető: Bakary Gassama (gambiai) |

### Negyeddöntők
| 2013. december 14. 16:00 |

| Kuangcsou Evergrande  | 2–0               | al-Ahly |
| --------------------- | ----------------- | ------- |
| Elkeson 49' Conca 67' | (0–0) Jegyzőkönyv |         |

| Stade Adrar, Agadir Nézőszám: 34 579 Játékvezető: Sandro Ricci (brazil) |

| 2013. december 14. 19:30 |

| Raja Casablanca      | 2–1 (h. u.)                 | CF Monterrey |
| -------------------- | --------------------------- | ------------ |
| Chtibi 24' Guehi 95' | (1–0, 1–1, 2–1) Jegyzőkönyv | Basanta 53'  |

| Stade Adrar, Agadir Nézőszám: 34 579 Játékvezető: Alirezá Fagáni (iráni) |

### Elődöntők
| 2013. december 17. 19:30 |

| Kuangcsou Evergrande | 0–3               | Bayern München                     |
| -------------------- | ----------------- | ---------------------------------- |
|                      | (0–2) Jegyzőkönyv | Ribéry 40' Mandžukić 44' Götze 47' |

| Stade Adrar, Agadir Nézőszám: 27 311 Játékvezető: Bakary Gassama (gambiai) |

| 2013. december 18. 19:30 |

| Raja Casablanca                                  | 3–1               | Atlético Mineiro |
| ------------------------------------------------ | ----------------- | ---------------- |
| Iajour 51' Moutouali 84' (11-esből) Mabidé 90+4' | (0–0) Jegyzőkönyv | Ronaldinho 63'   |

| Stade de Marrakech, Marrákes Nézőszám: 35 219 Játékvezető: Carlos Velasco Carballo (spanyol) |

### Az 5. helyért
| 2013. december 18. 16:30 |

| al-Ahly   | 1–5               | CF Monterrey                                              |
| --------- | ----------------- | --------------------------------------------------------- |
| Moteab 8' | (1–4) Jegyzőkönyv | Cardozo 3' Delgado 22' 65' López 27' Suazo 45' (11-esből) |

| Stade de Marrakech, Marrákes Nézőszám: 35 219 Játékvezető: Mark Geiger (amerikai) |

### Bronzmérkőzés
| 2013. december 21. 16:30 |

| Kuangcsou Evergrande            | 2–3               | Atlético Mineiro                              |
| ------------------------------- | ----------------- | --------------------------------------------- |
| Muriqui 9' Conca 15' (11-esből) | (2–2) Jegyzőkönyv | Diego Tardelli 2' Ronaldinho 45+1' Luan 90+1' |

| Stade de Marrakech, Marrákes Nézőszám: 37 774 Játékvezető: Alirezá Fagáni (iráni) |

### Döntő
| 2013. december 21. 19:30 |

| Bayern München      | 2–0               | Raja Casablanca |
| ------------------- | ----------------- | --------------- |
| Dante 7' Thiago 22' | (2–0) Jegyzőkönyv |                 |

| Stade de Marrakech, Marrákes Nézőszám: 37 774 Játékvezető: Sandro Ricci (brazil) |

| A 2013-as FIFA-klubvilágbajnokság győztese |
| ------------------------------------------ |
| Bayern München 1. cím                      |

### Díjak
| Aranylabda                     | Ezüstlabda                    | Bronzlabda                        |
| ------------------------------ | ----------------------------- | --------------------------------- |
| Franck Ribéry (Bayern München) | Philipp Lahm (Bayern München) | Mouhcine Iajour (Raja Casablanca) |
| Fair Play-díj                  |                               |                                   |
| Bayern München                 |                               |                                   |

### Gólszerzők
| Helyezés | Játékos            | Csapat               | Gól |
| -------- | ------------------ | -------------------- | --- |
| 1.       | Ronaldinho         | Atlético Mineiro     | 2   |
| 1.       | Darío Conca        | Kuangcsou Evergrande | 2   |
| 1.       | César Delgado      | Monterrey            | 2   |
| 1.       | Mouhcine Iajour    | Raja Casablanca      | 2   |
| 5.       | Emad Moteab        | al-Ahly              | 1   |
| 5.       | Diego Tardelli     | Atlético Mineiro     | 1   |
| 5.       | Luan               | Atlético Mineiro     | 1   |
| 5.       | Roy Krishna        | Auckland City        | 1   |
| 5.       | Dante              | Bayern München       | 1   |
| 5.       | Mario Götze        | Bayern München       | 1   |
| 5.       | Mario Mandžukić    | Bayern München       | 1   |
| 5.       | Franck Ribéry      | Bayern München       | 1   |
| 5.       | Thiago             | Bayern München       | 1   |
| 5.       | Elkeson            | Kuangcsou Evergrande | 1   |
| 5.       | Muriqui            | Kuangcsou Evergrande | 1   |
| 5.       | José María Basanta | Monterrey            | 1   |
| 5.       | Neri Cardozo       | Monterrey            | 1   |
| 5.       | Leobardo López     | Monterrey            | 1   |
| 5.       | Humberto Suazo     | Monterrey            | 1   |
| 5.       | Chemseddine Chtibi | Raja Casablanca      | 1   |
| 5.       | Kouko Guehi        | Raja Casablanca      | 1   |
| 5.       | Abdelilah Hafidi   | Raja Casablanca      | 1   |
| 5.       | Vianney Mabidé     | Raja Casablanca      | 1   |
| 5.       | Mouhcine Moutouali | Raja Casablanca      | 1   |

### Végeredmény
A tornán minden pozícióért játszottak helyosztót, kivétel ez alól a hetedik hely volt, ahol az a csapat végzett, amelyik a selejtezőn kiesett.
| Helyezés | Csapat               | M | Gy | D | V | Rg | Kg | Gk | P |
| -------- | -------------------- | - | -- | - | - | -- | -- | -- | - |
| Arany    | Bayern München       | 2 | 2  | 0 | 0 | 5  | 0  | +5 | 6 |
| Ezüst    | Raja Casablanca      | 3 | 3  | 0 | 1 | 7  | 5  | +2 | 9 |
| Bronz    | Atlético Mineiro     | 2 | 1  | 0 | 1 | 4  | 5  | –1 | 3 |
| 4.       | Kuangcsou Evergrande | 3 | 1  | 0 | 2 | 4  | 6  | –2 | 3 |
| 5.       | CF Monterrey         | 2 | 1  | 0 | 1 | 6  | 3  | +3 | 3 |
| 6.       | al-Ahly              | 2 | 0  | 0 | 2 | 1  | 7  | –6 | 0 |
| 7.       | Auckland City FC     | 1 | 0  | 0 | 1 | 1  | 2  | −1 | 0 |